# Kiss of the Spider Woman (film, 2025)
Pour les articles homonymes, voir Kiss of the Spider Woman et Le Baiser de la femme araignée (roman).
Pour plus de détails, voir Fiche technique et Distribution.
Kiss of the Spider Woman est un film américain réalisé par Bill Condon et sorti en 2025. Il s'agit d'une adaptation de la comédie musicale du même nom, elle-même basée sur le roman Le Baiser de la femme araignée (El beso de la mujer araña ) de Manuel Puig.
Il est présenté au festival du film de Sundance 2025.

## Synopsis
Argentine, 1981. Dans une prison, pendant la « Guerre sale », Luis Molina, coiffeur homosexuel, purge une peine de huit ans pour corruption de mineur présumée. Pour s'échapper de son emprisonnement, Molina imagine des films mettant en vedette une actrice de cinéma classique nommée Ingrid Luna, y compris le rôle de la « femme araignée », qui tue sa proie avec un baiser. La vie de Molina est bouleversée lorsqu'un marxiste, Valentin Arregui Paz, est amené dans sa cellule. Les deux hommes vont nouer un lien improbable.

## Fiche technique
Sauf indication contraire, les informations mentionnées dans cette section peuvent être confirmées par la base de données cinématographiques IMDb,  présente dans la section « Liens externes ».
- Titre original : Kiss of the Spider Woman
- Réalisation : Bill Condon
- Scénario : Bill Condon, d'après la comédie musicale Kiss of the Spider Woman de Terrence McNally et d'après le roman Le Baiser de la femme araignée de Manuel Puig
- Musique : John Kander
- Décors : Scott Chambliss
- Costumes : Colleen Atwood
- Photographie : Tobias A. Schliessler
- Montage : Brian A. Kates
- Production : Barry Josephson, Tom Kirdahy, Diego Robino, Santiago López Rodríguez, Lilia Scenna et Greg Yolen

Producteurs délégués : Ben Affleck, Courtney Baxter, Dani Bernfeld, Bill Condon, Matt Damon, D. Matt Geller, Elaine Goldsmith-Thomas, Rodolfo Iriñiz, Jennifer Lopez, Diego Luna, Benny Medina, Pamela Thur, Daniel Weisman, Marguerite Weisman et Sam Weisman
- Sociétés de production : Artists Equity, Nuyorican Productions, Josephson Entertainment, Tom Kirdahy Productions et 1000 Eyes
- Société de distribution : N/A
- Budget : N/A
- Pays de production :  États-Unis
- Langues originales : anglais, espagnol
- Format : couleur - 1.85:1 - son : Dolby Digital
- Genre : drame, film musical
- Durée : 128 minutes
- Dates de sortie[1] :
  - États-Unis : 26 janvier 2025 (festival de Sundance)

## Distribution
- Jennifer Lopez : Ingrid Luna / Aurora / The Spider Woman
- Diego Luna : Valentin Arregui / Armando
- Tonatiuh Elizarraraz (es) : Luis Molina / Kendall Nesbitt
- Tony Dovolani : Johnny
- Josefina Scaglione : Marta
- Bruno Bichir : The Warden
- Aline Mayagoitia (es) : Paulina
- Kevin Michael Brennan : Shady Mocambo Man
- Thomas Canestraro : l'homme de main de Desiderio
- Eduardo Ramos : Armando
- David Turner : Kendall Nesbitt

## Production

### Genèse et développement
En décembre 2023, Jennifer Lopez est annoncée dans le rôle d'Ingrid Luna dans l'adaptation cinématographique de la comédie musicale Spider Woman. Il est précisé que Bill Condon en sera le réalisateur et le scénariste. Le projet, financé de manière indépendante, est produit par Jennifer Lopez, Elaine Goldsmith-Thomas et Benny Medina via leur bannière Nuyorican Productions, tandis que Barry Josephson, Tom Kirdahy et Greg Yolen ont servi en tant que producteurs. Les chorégraphies sont réalisés par Sergio Trujillo (en), Brandon Bieber (en) et Christopher Scott.
Dès l'annonce du projet, un casting est ouvert pour le rôle de Molina,. En mars 2024, le danseur Tony Dovolani (en) annonce sur sa page Instagram qu'il jouera dans le film. En avril, Diego Luna et Tonatiuh Elizarraraz sont annoncés pour incarner respectivement Valentin Arregui et Luis Molina. Par ailleurs, Ben Affleck et Matt Damon rejoignent le film comme producteurs délégués via leur société Artists Equity. Diego Luna participe lui aussi à la production.

### Tournage
Le 20 mars 2024, Jennifer Lopez annonce que le tournage a commencé, et qu'elle souhaite terminer le film avant le début de sa tournée pour son album This Is Me... Now. La tournée est finalement annulée le 31 mai. Les prises de vues débute dans le New Jersey en mars 2024,. Elles se déroulent notamment en studios à Kearny.
Le 10 mai, Jennifer Lopez confirme dans l'émission Live with Kelly and Mark qu'elle a terminé le tournage de ses scènes et qu'elle a perdu du poids pour incarner Aurora, décrivant un tournage aussi exaltant qu'épuisant. Le tournage s'achève le 16 juin 2024.

### Bande originale
La musique du film est adapté du travail de John Kander.
Liste des numéros musicaux
- Prologue – Orchestre
- Her Name is Aurora – Molina, Aurora et les hommes d'Aurora
- And the Moon Grows Dimmer – Aurora
- Where You Are – Aurora et les hommes d'Aurora
- Come – Spider Woman
- I Do Miracles – Aurora et Marta
- A Visit – Spider Woman et Molina
- Gimme Love – Aurora, Molina et les hommes d'Aurora
- Anything for Him – Spider Woman, Molina et Valentin
- Kiss of the Spider Woman – Spider Woman
- Only in the Movies / His Name was Molina – Molina & the People in His Life